# Love Is
Love Is är Kim Wildes åttonde album, släppt 1992.
Kim samarbetade med Rick Nowels på detta album, samma låtskrivare som skrivit låtar för bland annat Belinda Carlisle och senare även Madonna. Tre låtar var skrivna av honom, medan de andra åtta låtarna på albumet var skrivna av brodern Ricki Wilde, men de flesta låtarna hade Kim varit med och delskrivit på. Detta är Kims största "kärleksalbum", där många av hennes låtar handlar om kärlek.

## Låtförteckning
- Love Is Holy
- Who Do You Think You Are?
- I Believe In You
- Touched By Your Magic
- I Won't Change the Way That I Feel
- Million Miles Away
- The Light Of The Moon (Belongs To Me)
- Heart Over Mind
- A Miracle's Coming
- Try Again
- Too Late